# New Plymouth
|  | Aquest article tracta sobre la ciutat neozelandesa. Vegeu-ne altres significats a «New Plymouth (Idaho)». |

New Plymouth (en maori: Ngāmotu) és una ciutat neozelandesa localitzada a l'oest de la regió de Taranaki. El districte de New Plymouth tenia una població estimada de 74.200 el juny de 2012. La ciutat va ser fundada el 31 de març de 1841 i és la ciutat més important de la regió.

## Etimologia
New Plymouth va ser nomenada en honor de la ciutat anglesa de Plymouth. La majoria dels primers habitants de la ciutat eren procedents de Plymouth.

## Demografia
| Evolució demogràfica del districte de New Plymouth | Evolució demogràfica del districte de New Plymouth | Evolució demogràfica del districte de New Plymouth |
| Any                                                | Població                                           | Creixement                                         |
| -------------------------------------------------- | -------------------------------------------------- | -------------------------------------------------- |
| 1996                                               | 68.112                                             |                                                    |
| 2001                                               | 66.600                                             | -2,3%                                              |
| 2006                                               | 68.901                                             | +3,5%                                              |

Segons el cens de 2006 el districte de New Plymouth tenia 68.901 habitants, un augment de 2.301 habitants (3,5%) des del cens de 2001. Hi havia 26.871 llars habitades, 1.959 llars no habitades i 273 llars en construcció.
De la població de New Plymouth, 33.513 (48,6%) eren homes i 35.388 (51,4%) eren dones. El districte tenia una edat mediana de 38.7 anys, 2,8 anys més que la mediana nacional de 35,9 anys. Les persones majors de 64 anys formaven 15,4% de la població, comparat amb el 12,3% nacionalment; les persones menors de 15 anys formaven el 20,8% de la població, comparat amb el 21,5% nacionalment.
L'etnologia de New Plymouth era (amb figures nacionals en parèntesis): 77,1% europeus (67,6%); 14,1% maoris (14,7%); 2,6% asiàtics (9,2%); 1,5% illencs pacífics (6,9%); 0,3% de l'Orient Pròxim, Llatinoamèrica o Àfrica (0,9%); 14,2% altres (0,0%).
New Plymouth tenia un atur de 4,8% per persones majors de 14 anys, més baix que la figura nacional de 5,1%. El sou de persones anual de mediana majors de 14 anys era de 22.800$, comparat amb 24.400$ nacionalment. D'aquestes, un 45,1% tenien un sou anual de menys de 20.001$, comparat amb un 43,2% nacionalment, mentre que un 15,9% tenien un sou d'igual o de més de 50.000$, comparat amb un 18,0% nacionalment.

## Transport
New Plymouth disposa d'un aeroport, l'Aeroport de New Plymouth, localitzat a uns 11 quilòmetres del centre de la ciutat. L'aeroport és el desè aeroport amb més tràfic a Nova Zelanda. Regularment hi ha vols domèstics a Auckland, Christchurch i Wellington.

## Clima
| Paràmetres climàtics mitjans de New Plymouth | Paràmetres climàtics mitjans de New Plymouth | Paràmetres climàtics mitjans de New Plymouth | Paràmetres climàtics mitjans de New Plymouth | Paràmetres climàtics mitjans de New Plymouth | Paràmetres climàtics mitjans de New Plymouth | Paràmetres climàtics mitjans de New Plymouth | Paràmetres climàtics mitjans de New Plymouth | Paràmetres climàtics mitjans de New Plymouth | Paràmetres climàtics mitjans de New Plymouth | Paràmetres climàtics mitjans de New Plymouth | Paràmetres climàtics mitjans de New Plymouth | Paràmetres climàtics mitjans de New Plymouth | Paràmetres climàtics mitjans de New Plymouth |
| Mes                                          | Gen.                                         | Feb.                                         | Mar.                                         | Abr.                                         | Mai.                                         | Jun.                                         | Jul.                                         | Ago.                                         | Set.                                         | Oct.                                         | Nov.                                         | Des.                                         | Anual                                        |
| -------------------------------------------- | -------------------------------------------- | -------------------------------------------- | -------------------------------------------- | -------------------------------------------- | -------------------------------------------- | -------------------------------------------- | -------------------------------------------- | -------------------------------------------- | -------------------------------------------- | -------------------------------------------- | -------------------------------------------- | -------------------------------------------- | -------------------------------------------- |
| Temperatura diària màxima °C (°F)            | 21,8 (71,2)                                  | 22,3 (72,1)                                  | 21,1 (70)                                    | 18,7 (65,7)                                  | 16 (60,8)                                    | 14 (57,2)                                    | 13,3 (55,9)                                  | 13,9 (57)                                    | 15 (59)                                      | 16,3 (61,3)                                  | 18,1 (64,6)                                  | 19,9 (67,8)                                  | 17,5 (63,5)                                  |
| Temperatura diària mínima °C (°F)            | 13,6 (56,5)                                  | 13,6 (56,5)                                  | 12,7 (54,9)                                  | 10,6 (51,1)                                  | 8,3 (46,9)                                   | 6,6 (43,9)                                   | 5,6 (42,1)                                   | 6,4 (43,5)                                   | 7,9 (46,2)                                   | 9,2 (48,6)                                   | 10,8 (51,4)                                  | 12,3 (54,1)                                  | 9,8 (49,6)                                   |
| Precipitació total mm (polzades)             | 97 (3,8)                                     | 95 (3,7)                                     | 117 (4,6)                                    | 131 (5,2)                                    | 124 (4,9)                                    | 145 (5,7)                                    | 143 (5,6)                                    | 127 (5)                                      | 110 (4,3)                                    | 124 (4,9)                                    | 108 (4,3)                                    | 103 (4,1)                                    | 1.432 (56,4)                                 |
| Font: NIWA Climate Data                      |                                              |                                              |                                              |                                              |                                              |                                              |                                              |                                              |                                              |                                              |                                              |                                              |                                              |

## Política
Nacionalment, New Plymouth es localitza a la circumscripció electoral general de New Plymouth i a la circumscripció electoral maori de Te Tai Hauāuru de la Cambra de Representants de Nova Zelanda.
New Plymouth es considera una circumscripció electoral de centre. Des de les eleccions de 2008 ha guanyat sempre el Partit Nacional, i el Partit Laborista no ha guanyat des de les eleccions de 2005. Des de les eleccions de 2008 ha guanyat sempre Jonathan Young. En les eleccions de 2011 Young guanyà amb el 53,31% del vot de la circumscripció. En segon lloc quedà Andrew Little del Partit Laborista amb el 40,41% del vot.
Te Tai Hauāuru també es considera una circumscripció de centre. Des de les eleccions parcials de Te Tai Hauāuru de 2004 ha guanyat sempre el Partit Maori. En les eleccions de 1999 i 2002 guanyà el Partit Laborista. Des de les eleccions parcials de Te Tai Hauāuru de 2004 ha guanyat sempre Tariana Turia. En les eleccions de 2011 Turia guanyà amb el 48,30% del vot de la circumscripció. En segon lloc quedà Soraya Waiata Peke-Mason del Partit Laborista amb el 29,85% del vot.

## Ciutats agermanades
- Kunming (Xina)
- Mishima (Japó)